# Nejc Česen
Nejc Česen, slovenski alpinist, * 1985.
Nejc Česen je mlad alpinist vendar se že lahko pohvali z izjemno težkimi plezalnimi smeri. V letu 2004 je skupaj z bratom Alešem Česnom plezal v izjemno težkih smereh Yosemitov. Plezal je že v Franciji, Rusiji in v Sloveniji. Poleg profesionalnih smeri, ki jih  je preplezal poleti, pleza tudi po ledenih smereh in dosega zavidljive rezultate pri prostem plezanju. Njegov uspeh je plod trdih treningov, močne volje in trdnih značajev, ki se odražajo tudi pri študiju.
Po zaključku študija je nehal plezati

## Najboljši vzponi v letu 2004

### 2004
- Julijske Alpe, Stenar, Led s severa (leva vstopna varianta); V/5+, M5+, 800m
- Yosemite, Regular NW Face, VI, 5.9, C1, 750m
- Yosemite, El Capitan, The Nose VI, 5.9, A1, 1200m
- Yosemite, El Capitan, Salathe Wall; VI, 5.9, A2, 1200m
- Yosemite, Separate Reality;

## Najboljši vzponi v letu 2005
- Nun 7135m normalna smer preko JZ grebena

## Najboljši vzponi v letu 2006
- Nameless Tower, Slovenska smer VIII/VIII+, 1000 m